# Опалинское
Опалинское или Гытхын — кратерное озеро ледниковое происхождения на полуострове Камчатка, располагается в междуречье Опалы и Озерноя на территории Усть-Большерецкого района Камчатского края. Памятник природы с 1981 года.

## Основные сведения
Располагается на левобережье среднего течения реки Опалы. Площадь в период максимального подъёма воды составляет 0,3 км², площадь водосбора — 1,5 км², длина — 750 м, глубина — около 4 м. Котловина имеет тарелкообразную форму и представляет собой маар.